# Zwischen uns die Berge
Zwischen uns die Berge ist ein Schweizer Heimatfilm von Franz Schnyder aus dem Jahr 1956 mit Hannes Schmidhauser und Nelly Borgeaud in den Hauptrollen.

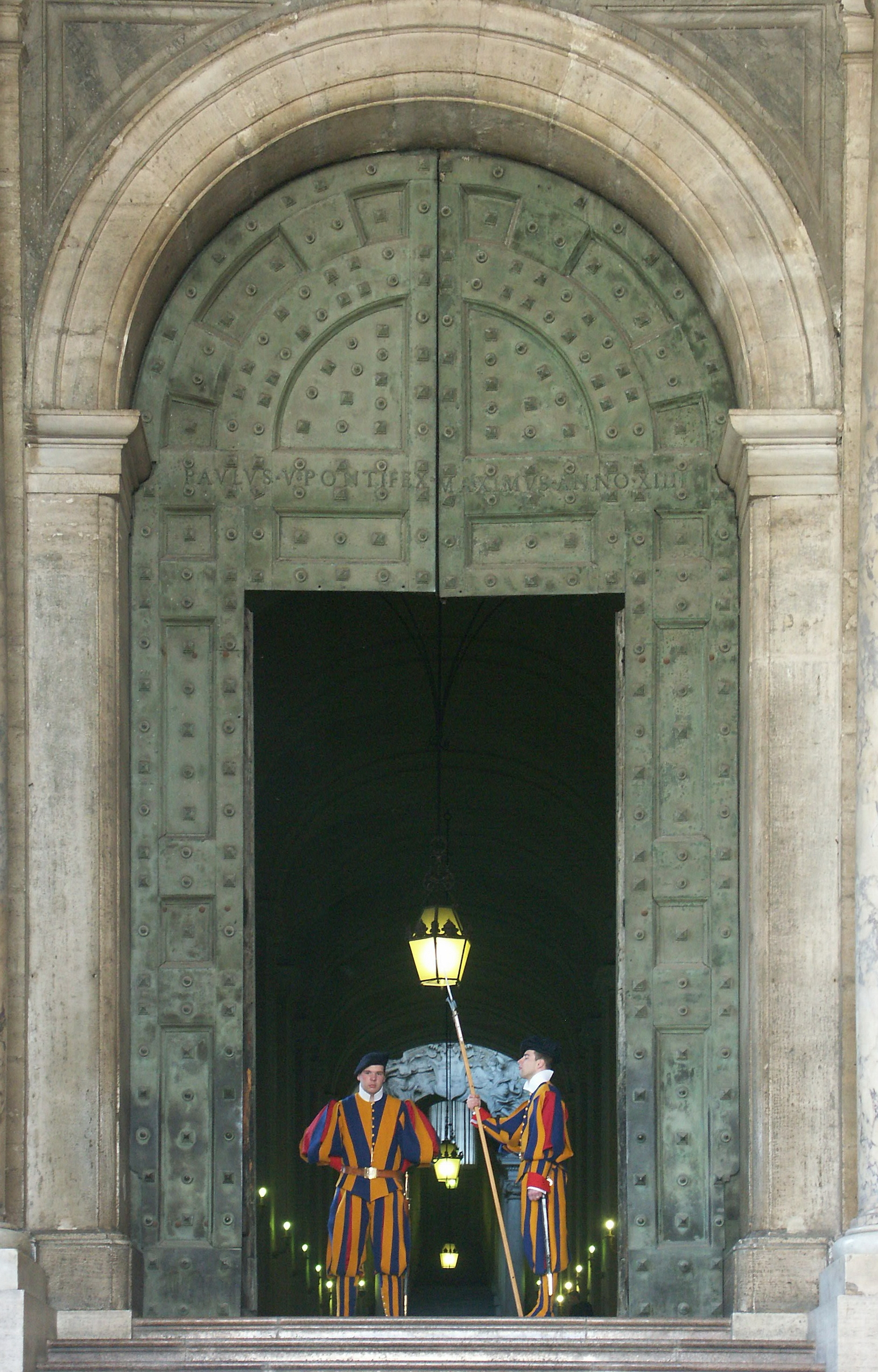
Im Zentrum der Handlung: Die Schweizergarde im Vatikan

## Handlung
Die Geschichte beginnt während eines Fests im Oberwallis. Die junge Jacqueline ist aus dem westschweizerischen Freiburg (Fribourg) angereist. Sie ist die Verlobte von Dominique, dem Bauern und Boss von Beat Matter, der auf dessen Hof als Knecht arbeitet. Ausgelassen tanzt Beat mit Jacqueline und trägt ihr auch ein Ständchen vor. Rasch verlieben sich die beiden, sehr zum Missvergnügen Dominiques, ineinander, doch diese Gefühle kommen zur Unzeit, denn Beat hat sich vom Vatikan als Schweizergardist anwerben lassen und wird demnächst die Schweiz in Richtung Rom verlassen. Jacquelines Gefühle sind für ihn jedoch so stark, dass sie Beat verspricht, solange zu warten, bis seine Dienstzeit endet. Zwischen dem eifersüchtigen Dominique und Beat kommt es wegen Jacqueline zu einem heftigen Streit, bei dem der Bauer unglücklich stürzt und sich am Kopf verletzt. Dominique verspricht, Beat deswegen nicht anzuschwärzen, sollte er sich unverzüglich auf die Reise gen Süden machen.
Fern der Heimat wird Beat nicht glücklich. Er sorgt sich einerseits um Dominiques angegriffene Gesundheit, andererseits hat er große Sehnsucht nach Jacqueline. Der deswegen konsultierte Kaplan rät Beat, sich von dem Mädchen zu trennen und sich ganz auf seine vatikanische Zukunft zu konzentrieren. Beat legt daraufhin das Gelübde ab und beantwortet fortan nicht mehr Jacquelines Briefe. Derweil organisiert der Postmeister seines schweizerischen Heimatdorfs eine Gruppenreise nach Rom zum Heiligen Stuhl. Es kommt zur Wiederbegegnung der beiden Liebenden, doch Beat behandelt Jacqueline unterkühlt. Er erfährt von ihr, dass sich daheim Dominique wegen eines Gehirntumors operieren lassen muss. Beat ist bestürzt, weil er fälschlicherweise annimmt, dass dieser Umstand mit Dominiques Sturz von damals zu tun hat. Schuldbewusst meldet sich Beat darauf zur Fremdenlegion. Dominique wird wieder gesund und lässt die ihn nicht liebende Jacqueline ziehen. Ehe Beat von dem römischen Bahnhof Stazione Termini abreisen kann, haben ihn seine Walliser Dörfler aufgespürt und teilen ihm die gute Nachricht mit. Nun gibt es eine gemeinsame Zukunft für Beat und Jacqueline.

## Produktionsnotizen
Zwischen uns die Berge entstand zwischen dem 26. Juli und dem 13. Oktober 1956 mit Atelieraufnahmen in drei Zürcher Filmstudios sowie mit Außenaufnahmen auf der Riedernalp, Kippel, Moosfluh, Aletschwald sowie in Rom und im Vatikanstaat. Der Film wurde am 21. Dezember 1956 in Zürich uraufgeführt, die deutsche Premiere erfolgte am 29. März 1957 unter dem Titel Das Lied der Heimat.
Uors von Planta übernahm die Produktionsleitung. Max Röthlisberger entwarf die Filmbauten, Robert Gamma die Kostüme. Schauspieler Erwin Kohlund diente Schnyder auch als Regieassistent.

## Kritiken
Der Film war ein großer Kassenflop und erntete in seinem Produktionsland harsche Bewertungen:
Hervé Dumont verriss den Film und schrieb unter der Überschrift „Ein Festival des unfreiwilligen Humors“, der Film sei ein „Muster für Nachkriegskitsch, eine Katastrophe von jener Firma, die einst Die missbrauchten Liebesbriefe und Die letzte Chance produziert hat“ und fragt sich bezüglich der renommierten Produktionsfirma resümierend „Wie hat der Praesens-Verwaltungsrat einen solchen Stumpfsinn bewilligen können“?
Im Filmdienst heißt es: „Interessanter als die überaus simple Heimatfilmhandlung ist der Blick hinter die militärische Kulisse der päpstlichen Palastwache.“